# Daniel Zovatto
Daniel Zovatto-Blanco (San José, Costa Rica 28 juni 1991) is een Costa Ricaanse Amerikaanse acteur. Hij speelde in diverse films en series, waaronder It Follows, Don't Breathe en Fear the Walking Dead.

## Filmografie

### Film
- 2012: The Return, als Sebastian
- 2012: 55 Days, als Raphael
- 2013: Beneath, als Johnny
- 2013: Innocence, als Neils Hirsch
- 2014: Laggies, als Junior
- 2014: It Follows, als Greg Hannigan
- 2016: Don't Breathe, als Money
- 2017: Lady Bird, als Jonah Ruiz
- 2017: Newness, als Oren
- 2019: Vandal, als Nick "Damage" Cruz
- 2020: Heavy, als Seven
- 2020: Flinch, als Joe Doyle
- 2023: The Pope's Exorcist, als pater Esquibel

### Televisie
- 2014: Agents of S.H.I.E.L.D., als Seth Dormer
- 2014: Revenge, als Gideon LeMarchal
- 2016: Fear the Walking Dead, als Jack
- 2016: The Deleted, als Logan
- 2017: Dimension 404, als Zach
- 2018: Here and Now, als Ramón
- 2019: Penny Dreadful: City of Angels, als detective Tiago Vega
- 2021: Station Eleven, als Tyler Leander / The Prophet